# Kuzinellus loricatus
Kuzinellus loricatus är en spindeldjursart som beskrevs av Wainstein 1978. Kuzinellus loricatus ingår i släktet Kuzinellus och familjen Phytoseiidae. Inga underarter finns listade i Catalogue of Life.